# Площадь Ленина (Гомель)
Площадь Ленина — центральная площадь города Гомель, основной архитектурный ансамбль, формирующий пространственную композицию административно-общественного центра города.
Площадь создана в конце XVIII — начале XIX века. Прежде называлась Базарной, была известна также под названием Торг, так как здесь три раза в неделю проходил большой торг. Крестьяне привозили сюда живность, сельскохозяйственные продукты, разные кустарные изделия. От неё 3 лучами расходились улицы Румянцевская (ныне Советская), Замковая (ныне проспект Ленина) и Фельдмаршальская (ныне Пролетарская). Доминантой композиции был дворец князя Паскевича, который вместе с Петропавловским собором определял силуэт застройки центра города.

## На площади расположены
- Гомельский областной драматический театр
- памятник В. И. Ленину
- развлекательный центр
- дом спорта